# Brokhult
Brokhult är en by i Göteryds socken i Kronobergs län, belägen ungefär 6 kilometer väster om Älmhult. 

## Personer från orten
I Brokhult har bland annat artisten Pauline Kamusewu haft sin uppväxt.